# 織茂璃穏
織茂 璃穏（おりも りお、1991年8月8日 - ）は東京都出身のタレント、女優。ミス・コンテスト「ミス日本」の第48回（2016年度）『ミス着物』受賞。しまだプロダクション所属。

## 人物
実父は男性アイドルグループユニット・フォーリーブスの元メンバーで、俳優・司会者・タレントのおりも政夫。名前は政夫が命名し、フルネームが回文になっている。
女優業においては平仮名の「おりも りお」の名義でも活動しており、2014年から舞台・テレビドラマを中心に出演しているが、政夫は当初芸能界入りに反対しており、「私の人生だからと説得したが、大変でした」と語っている
2015年度のミス日本コンテストに参加。この時は東日本地区予選大会で落選したが、あくる2016年度の同コンテストでは決勝大会の最終選考13人に選ばれる。
2016年1月に行われた決勝大会においてミス着物を受賞。2年越しでミス日本に選出された。おりしも、決勝大会が開催された1月25日は自らの女優デビュー（2014年同日）と同じ日で、「偶然ですが、1月25日には何か縁があるんだなと思いました」と受賞後のコメントにて述べている。
2020年12月25日、ワールドエースの名付け親で、その全弟ワールドプレミアの馬主でも有名な税理士の大塚亮一と結婚した。

## 出演

### ドラマ
- 水曜ミステリー9「刑事の十字架」（2014年、テレビ東京・BSジャパン）
- 水曜ミステリー9「黒星警部の密室捜査」（2015年、テレビ東京・BSジャパン）
- 特捜9season2 第6話（2019年5月15日、テレビ朝日） ‐ 坂出鈴 役

### テレビ番組
- 私の何がイケないの?（TBSテレビ）不定期で「ワケあり芸能人」特集に、政夫一家とともに出演。2016年1月25日放送分にはミス日本選出後即日出演もした。
- 報道ステーションSUNDAY（テレビ朝日）2016年1月31日「ビッグデータ・キーワード」コーナーでミス日本を取り上げた際に出演[7]

### ラジオ番組
- 峰竜太のミネスタ（ラジオ日本）

### 映画
- 「夢こそはあなたの生きる未来」（2018年 ガチンコ・フィルム） - 2018年のミス日本50期生を記念して製作された記録映画。第48期生（他に松野未佳、杉浦琴乃ら）のコンテストの様子から、ミス日本の活動に密着したドキュメンタリー